# Rhipicephalus leporis
Rhipicephalus leporis är en fästingart som beskrevs av Pomerantsev 1946. Rhipicephalus leporis ingår i släktet Rhipicephalus och familjen hårda fästingar. Inga underarter finns listade i Catalogue of Life.